# Daan van Dijk
Daniel „Daan” van Dijk (ur. 10 maja 1907 w Hadze, zm. 22 listopada 1986 tamże) – holenderski kolarz torowy, złoty medalista olimpijski.

## Kariera
Największy sukces w karierze Daan van Dijk osiągnął w 1928 roku, kiedy wspólnie z Bernardem Leene wywalczył złoty medal w wyścigu tandemów podczas igrzysk olimpijskich w Amsterdamie. W finałowy wyścigu Holendrzy pokonali zespół Wielkiej Brytanii w składzie: Jack Sibbit i Ernest Chambers. Był to jednak jedyny medal wywalczony przez van Dijka na międzynarodowej imprezie tej rangi. Był to również jego jedyny start olimpijski. Nigdy nie zdobył medalu na szosowych mistrzostwach świata.